# Quận Dawson, Georgia
Quận Dawson là một quận trong tiểu bang Georgia, Hoa Kỳ. Quận lỵ đóng ở thành phố Dawsonville 6. Theo điều tra dân số năm 2010 của Cục điều tra dân số Hoa Kỳ, quận có dân số 22330 người 2.